# Diocese de Dumka
A Diocese de Dumka (Latim:Dioecesis Dumkaënsis) é uma diocese localizada no município de Dumka, no estado de Jarcanda, pertencente a Arquidiocese de Ranchi na Índia. Foi fundada em 17 de fevereiro de 1952 pelo Papa Pio XII como Prefeitura Apostólica de Malda. Com uma população católica de 197.390 habitantes, sendo 4,2% da população total, possui 65 paróquias com dados de 2020.

## História
Em 17 de fevereiro de 1952 o Papa Pio XII cria a Prefeitura Apostólica de Malda através do território da Arquidiocese de Calcutá. Em 1962 a prefeitura apostólica é elevada a Diocese de Dumka. Em 1978 a diocese perde território para a formação da Diocese de Raiganj. Em 1998 perde novamente território, dessa vez para a formação da Diocese de Purnea.

## Lista de bispos
A seguir uma lista de bispos desde a criação da prefeitura apostólica em 1952, em 1962 é elevada a diocese.
|                              | Nome                      | Período         | Notas                       |
| Bispos de Dumka              | Bispos de Dumka           | Bispos de Dumka | Bispos de Dumka             |
| ---------------------------- | ------------------------- | --------------- | --------------------------- |
| 4º                           | Julius Marandi            | 1997 -          |                             |
| 3º                           | Stephen M. Tiru           | 1986 - 1995     | Nomeado bispo de Khunti     |
| 2º                           | Telesphore Placidus Toppo | 1978 - 1984     | Nomeado arcebispo de Ranchi |
| 1º                           | Leo Tigga, S.J.           | 1962 - 1978     | Nomeado bispo de Raiganj    |
| Bispo auxiliar               |                           |                 |                             |
|                              | Sonatan Kisku             | 2025 -          |                             |
| Prefeito apostólico de Malda |                           |                 |                             |
| 1º                           | Adam Grossi, P.M.E.       | 1952 - 1962     | Faleceu no cargo            |